# Death/doom

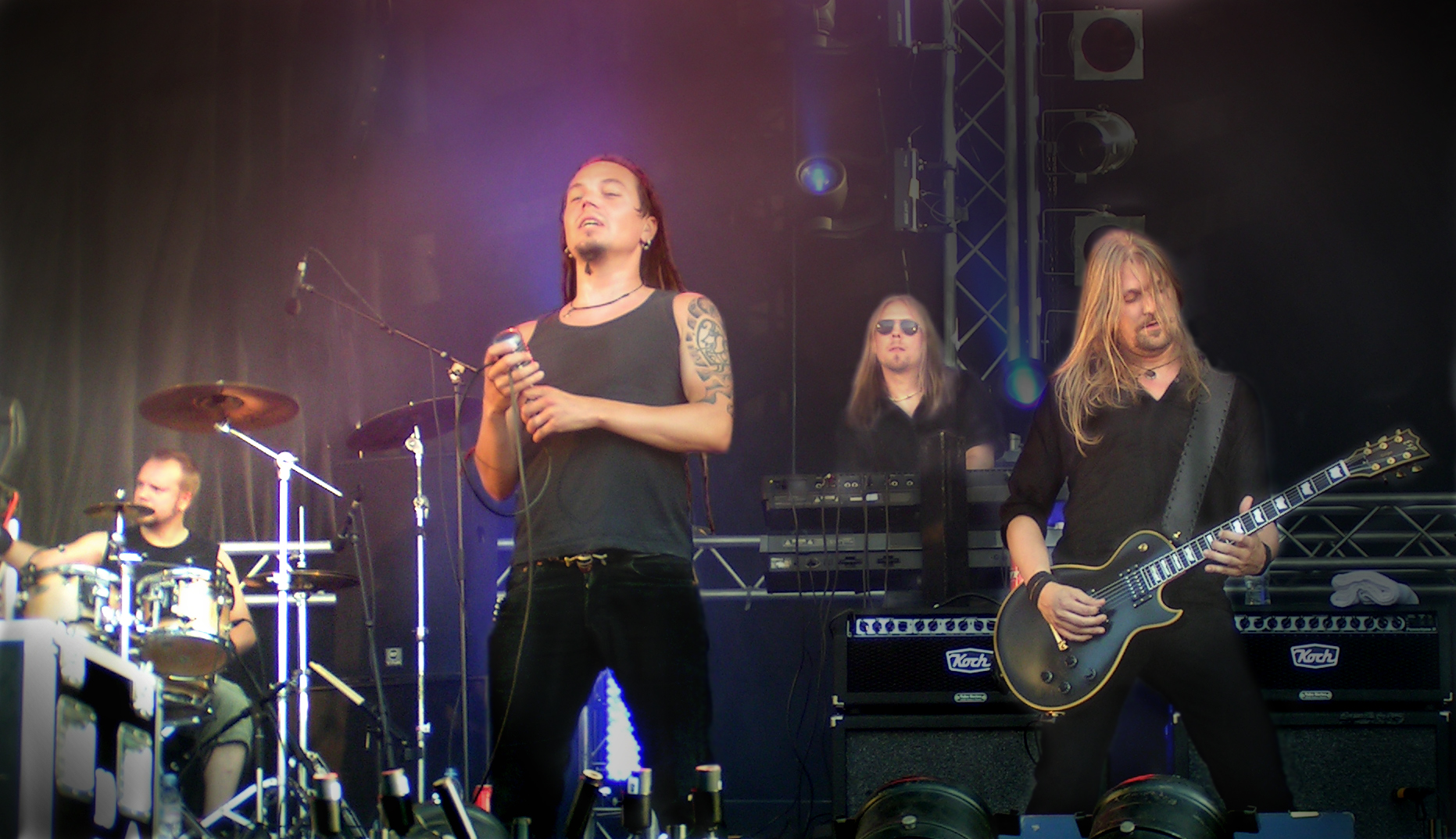
Amorphis från Finland spelar bland annat death/doom.

Death/doom (eller doom/death) är en subgenre till heavy metal. Den kombinerar den långsamma känslan av hopplöshet som doom metal står för med growls och användandet av dubbla baskaggar, som är vanligt inom death metal. Genren uppstod i slutet av 1980-talet av band som exempelvis Winter och Disembowelment. I början av 1990-talet fortsatte Paradise Lost, Anathema och My Dying Bride att utveckla soundet så att det så småningom började att anses som en egen metal-genre. Paradise Lost introducerade kvinnlig sång på albumet Gothic och My Dying Bride använde sig av fioler. Det här ledde till att grunderna till den mer melodiska och romantiska gothic metal-genren lades. Den utvecklades och förfinades emellertid av andra band.

## Exempel på musikgrupper inom death/doom
- Amorphis
- Anathema
- Katatonia
- Lacrimas Profundere
- My Dying Bride
- Nahemah
- Paradise Lost